# Эль Танке Сислей
Эль Та́нке Си́слей (исп. Centro Cultural y Deportivo El Tanque Sisley) — уругвайский футбольный клуб из города Флорида.

## История
Клуб был основан на улице Серро-Ларго в Монтевидео 17 марта 1955 года. Неподалёку находился огромный нефтяной бак (танк) и команду было решено назвать соответственно — «Танк» (исп. Club Atlético El Tanque). В числе основателей были Виктор Делля Важе, Энрике Фесслер, Рубен Родригес и Хорхе Кодесаль. В честь первого президента называется шеститысячный стадион клуба в Монтевидео Виктор Делья Валье. Чёрно-зелёные цвета клуба были взяты в честь бывшего клуба «Росарино Сентраль», выступавшего в элитных чемпионатах Уругвая в 1920-е годы (включая два чемпионата под эгидой мятежной Федерации футбола Уругвая).
В 1970-е годы клуб испытывал серьёзные финансовые затруднения и в 1972 году объединился с командой «Спортиво Итальяно». В 1981 году произошло объединение с клубом «Сислей», благодаря чему появился новый «Культурный и спортивный центр „Эль Танке Сислей“». В том же году команды выиграла Сегунду, но на повышение не пошла.
В 1990 году «Эль Танке» во второй раз стал чемпионом Второго дивизиона. Закрепиться в элите не удалось и клуб вернулся во второй эшелон. Главное, чем запомнилась команда в своём дебютном чемпионате в Примере, это то, что «Эль Танке Сислей» за одну неделю сумел обыграть обоих «монстров» уругвайского футбола — оба раза на «Сентенарио» — сначала «Насьональ» (2:0), а затем «Пеньяроль» (1:0).
По итогам сезона 2009/10 команда в третий раз стала чемпионом Уругвая во Втором дивизионе и сезон 2010/11 провела в элите. В 2012 году «Эль Танке Сислей» переехал из столицы во Флориду и результаты серьёзно улучшились — команда сумела пробиться в международные кубки, а именно, в Южноамериканский кубок 2013, где по сумме двух матчей уступила значительно более опытному чилийскому «Коло-Коло».
2 февраля 2018 года президент клуба Фредди Варела объявил, что его команда из-за долга в 357 тыс. долларов не сможет выступить в чемпионате страны. Во всех матчах Апертуры команде было засчитано техническое поражение.
Клуб так и не смог решить финансовых проблем и в начале сезона 2019 года был исключён из числа членов АУФ, не приняв участия во Втором дивизионе.

## Достижения
- Чемпион Второго дивизиона Уругвая (4): 1981, 1990, 2009/10, 2016
- Чемпион Второго дивизиона B Насьональ (третий по уровню дивизион) (2): 1986, 1997
- Чемпион дивизиона Экстра (четвёртый по уровню дивизион) (2): 1961, 1969